# كول دورهام
كول دورهام (بالإنجليزية: Cole Durham) هو مبشر أمريكي، ولد في 26 فبراير 1948.